# Petter S. Rosenlund
Petter S. Rosenlund, né en 1967 en Norvège, est un dramaturge norvégien. 

## Biographie
Il étudie le théâtre, la littérature, l’histoire, la mise en scène et les sciences politiques à l'université de Californie. De 1991 à 1998, il est journaliste à la Norwegian National TV Network au sein de la rédaction Jeunesse et Documentaire. En 1995, il travaille pour la télévision suédoise au sein de la rédaction Documentaires. 
Il réalise des adaptations théâtrales, de l’anglais vers le norvégien. En 1996, il adapte Killer Joe et Neville’s Island au Théâtre National Torshovteatret.
En 1997, sa pièce Un garçon impossible (traduction française de Terje Sinding) est jouée pour la première fois au théâtre Trondelag et également retransmise à la télévision norvégienne. En 1998, Stanislas Nordey met en espace Un garçon impossible au Théâtre Gérard Philipe  à Saint-Denis. En 2000, Un garçon impossible est mis en scène par Frédéric Bélier-Garcia au Studio-Théâtre de la Comédie-Française. 
Petter S. Rosenlund a bénéficié d’une bourse de l’Union Internationale des Banques pour ses études universitaires en Californie et sa pièce Un garçon impossible reçoit le Prix Ibsen en 1998. 
En 1999, pour son centenaire, le Théâtre national de Norvège lui passe commande de la pièce Un tas d’espace pour rien.
Il réalise l’adaptation théâtrale du roman Tristan arrive de Marianne Fastvold, commande du Riksteahet pour la saison 2000-2001.
En 2009, sa pièce Un garçon impossible est mise en scène par Jean-Michel Ribes au Théâtre du Rond-Point.